# خانه الویس پرسلی
خانه الویس پرسلی یک خانه به سبک مزرعه‌داری یک طبقه در محله‌ای مسکونی در ممفیس، تنسی است. الویس پرسلی خواننده بین مارس ۱۹۵۶ و مارس ۱۹۵۷ قبل از نقل مکان به گریس‌لند در اینجا با والدینش زندگی می‌کرد.

## درباره خانه
این خانه یک خانه یک طبقه به سبک مزرعه با فونداسیون بتنی و گاراژ متصل به دو ماشین است. در یک محله مسکونی آرام  واقع شده و دارای چهار اتاق خواب و دو حمام است. یک نرده آجری و فلزی توسط خانواده پرسلی نصب شد. در حیاط خلوت یک گاراژ موتور سیکلت است. الویس در سال ۱۹۵۶ استخری را در حیاط خلوت نصب کرد، که در آن زمان بزرگترین استخر مسکونی شهر بود. استخر در سال ۲۰۰۶ برداشته شد.
در ابتدا خانه به رنگ سبز، سپس سفید، سپس دوباره سبز رنگ آمیزی شد.

## تاریخچه

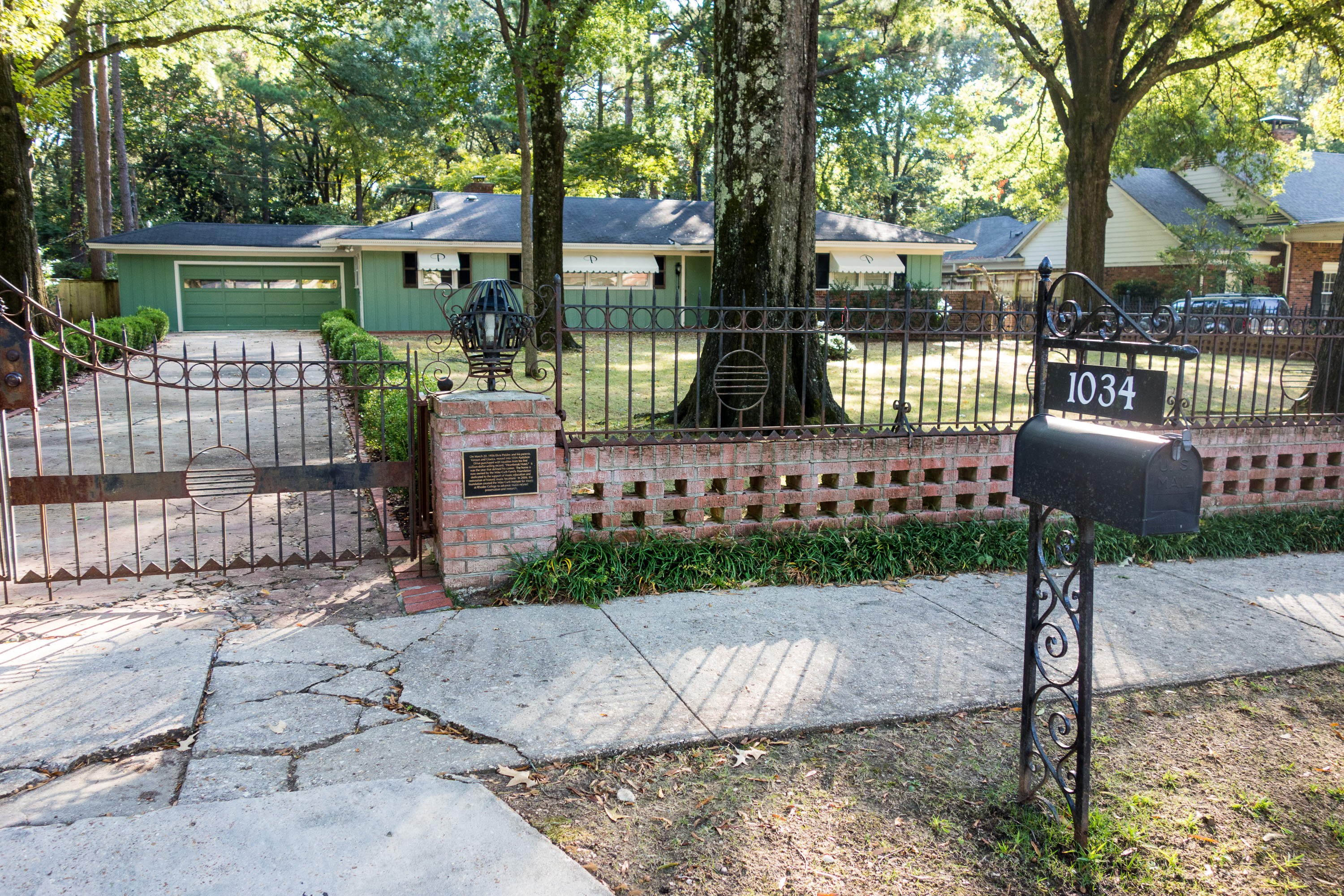
خانه با صندوق پست

الوئیس پرسلی این خانه را در ۱۲ مارس ۱۹۵۶ به مبلغ ۲۹۵۰۰ دلار از شرکت ولز پلی‌وود خریداری کرد و ۵۰۰ دلار پیش پرداخت برای خانه گذاشت. او فقط ۲۱ سال داشت. خانه جدید فاصله چندانی با محل سکونت قبلی او در خیابان ۱۴۱۴ گتول نداشت، جایی که اکنون یک خشکشویی سکه‌ای است.
مدت کوتاهی پس از نقل مکان به آنجا، آهنگ او هتل دل‌شکستگان به محبوب‌ترین آهنگ در کشور تبدیل شد (قبل از اینکه در ماه آوریل در رتبه اول جدول بیلبورد قرار گیرد) و طرفداران خانه را مورد حمله قرار دادند، که به سرعت تبدیل به یک نقطه کانونی برای بازدید طرفداران، افراد مشهور و رسانه‌ها شد. عکس‌های این خانه در مجلات ملی مانند لوک، سونتین و پارید منتشر شد. پلیس اغلب برای برخورد با اوباش هوادارانی که در خیابان بودند فراخوانده می‌شد.
علاقه طرفداران و عکاسان بسیار زیاد شد و پس از ۱۳ ماه  الویس به گریس‌لند  نقل مکان کرد و ملک جاده اودبان را به عنوان بخشی از خرید عمارت و املاک فروخت. الویس و مالک گریسلند، روث مور، خانه‌های خود را با هم عوض کردند. او به خانه اودبان نقل مکان کرد که او به عمارت-املاک نقل مکان کرد. از آن زمان تاکنون این ملک حدود هشت بار فروخته شده است.

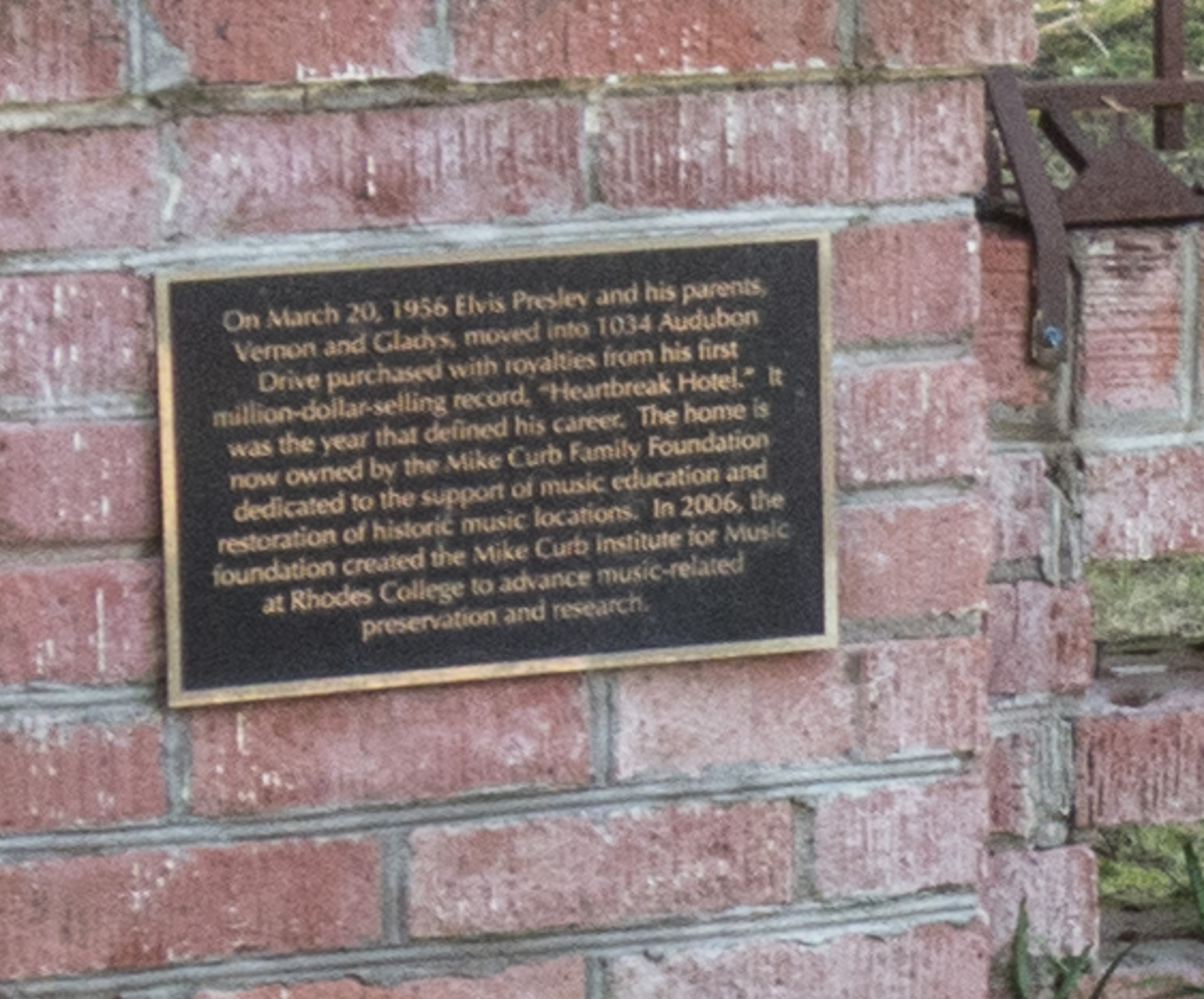
پلاک نصب شده بر دیوار خانه الویس پرسلی

پلاکی روی آجرکاری روی حصار نصب شده که برروی آن نوشته شده است:
در ۲۰ مارس ۱۹۵۶ الویس پرسلی و والدینش، ورنون و گلدیس، به خانه شماره ۱۰۳۴ جاده اودبان نقل مکان کردند که با حق امتیاز از اولین رکورد فروش میلیون دلاری او، «هتل شکسته» خریداری شد. سالی بود که حرفه او را مشخص کرد. این خانه اکنون متعلق به بنیاد خانواده مایک کرب است که به حمایت از آموزش موسیقی و بازسازی مکان‌های موسیقی تاریخی اختصاص دارد. در سال ۲۰۰۶، این بنیاد مؤسسه موسیقی مایک کرب را در کالج رودز ایجاد کرد تا حفظ و تحقیقات مربوط به موسیقی را پیش ببرد.

## همچنین ببینید
- فهرست‌های ثبت ملی مکان‌های تاریخی در شهرستان شلبی، تنسی